# Chất khử mùi

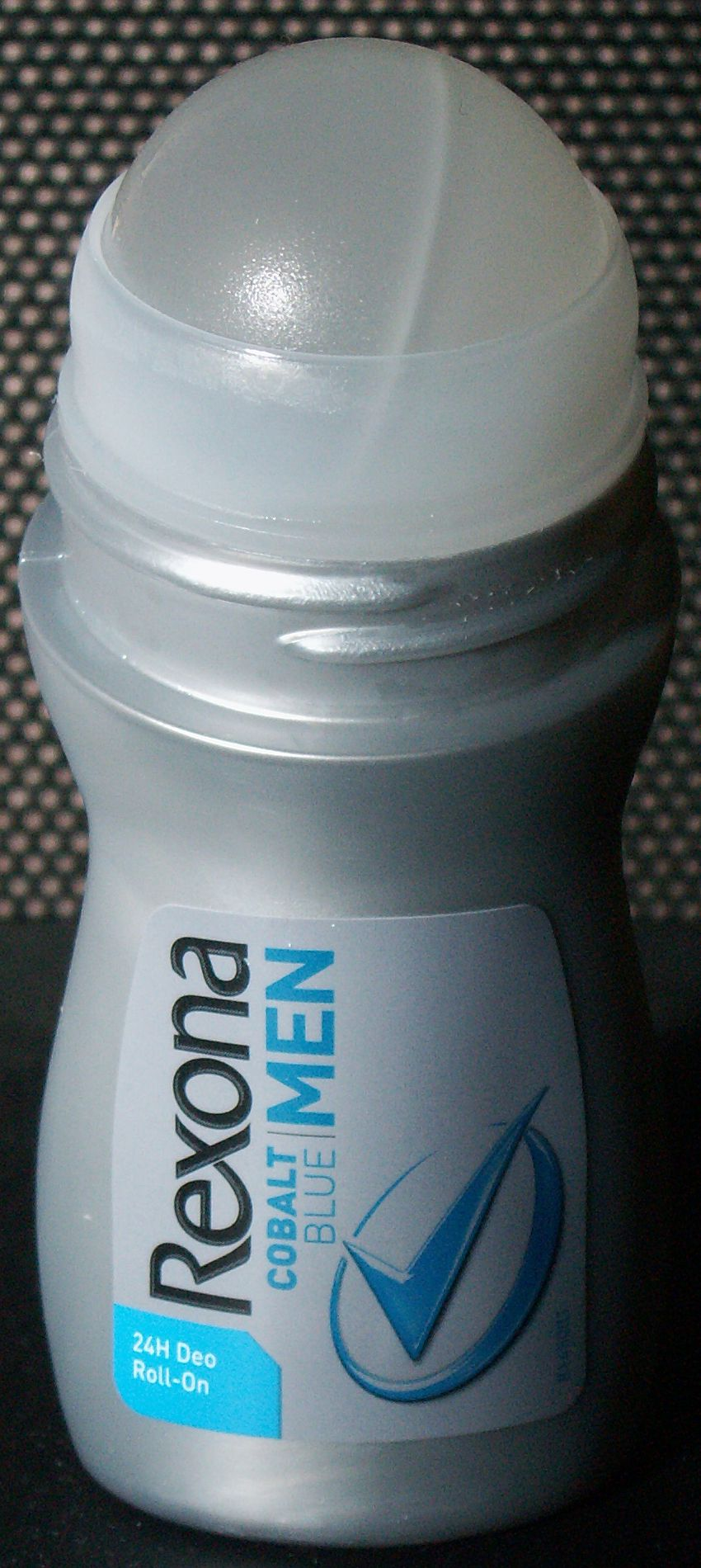
Lăn xịt khử mùi của Rexona

Chất khử mùi là hợp chất hóa học sử dụng để ngăn chặn các mùi cơ thể hoặc mồ hôi sản sinh ra trong sinh hoạt hàng ngày của con người. Các sản phẩm khử mùi thường dùng cho vùng nách, chân hay các bộ phận khác trên cơ thể.
Nhãn hiệu khử mùi đầu tiên, Mum, được bà Edna Murphey người Mỹ sáng chế và phát triển vào năm 1888. Hiện nay, các sản phẩm khử mùi rất đa dạng về mẫu mã, từ các thương hiệu, phương thức sử dụng (lăn hay xịt) đến mùi hương.